# كأس النرويج 1935
كأس النرويج 1935 (بالنرويجية: Norgesmesterskapet i fotball for menn 1935)‏ هو الموسم 34 من كأس النرويج. أشرف على تنظيمه اتحاد النرويج لكرة القدم، وفاز فيه نادي فريدريكستاد.